# Charles Barret
Charles Barret, né le 13 juillet 1898 à Rolampont où il est mort le 31 mai 1954, est un homme politique français.

## Biographie
Ambassadeur de France en Lettonie de 1924 à 1925.
Il est nommé secrétaire du Conseil de la République les 12 janvier 1954.

## Détail des fonctions et des mandats
Mandat parlementaire
- 7 novembre 1948 - 31 mai 1954 : conseiller de la République et sénateur de la Haute-Marne